# فهرست قطعنامه‌های وتوشده شورای امنیت سازمان ملل متحد
فهرست قطعنامه‌های وتو شده شورای امنیت سازمان ملل متحد قطعنامه‌هایی را در بر می‌گیرد که بین ۱۶ فوریه ۱۹۴۶ تا جدیدتر از همه در ۵ دسامبر ۲۰۱۶ به وسیلهٔ یکی از پنج عضو دائم شورای امنیت سازمان ملل وتو شده‌اند.

تعداد قطعنامه‌های وتو شده از سوی هر یکی از اعضای دائم شورای امنیت بین سال‌های ۱۹۴۶ و ۲۰۱۶.

## جدول
| تاریخ                         | پیش‍نویس                   | رکورد جلسه            | طرح و برنامه | عضو دائم رأی مخالف دهنده                |
| ----------------------------- | ------------------------ | --------------------- | --- | --------------------------------------- |
| ۲۵ فوریه ۲۰۲۲                 | S/2022/155               | S/PV.8979             | حمله ۲۰۲۲ روسیه به اوکراین | روسیه                                   |
| ۱۳ دسامبر ۲۰۲۱                | S/2021/990               | S/PV.8926             | حفظ صلح و امنیت بین الملل | روسیه                                   |
| ۳۱ اوت ۲۰۲۰                   | S/2020/852               | S/2020/870 S/2020/865 | تهدیدها نسبت به امنیت بین المللی ناشی از حملات تروریستی | ایالات متحده آمریکا                     |
| ۱۰ ژوئیه ۲۰۲۰                 | S/2020/667               | S/2020/693 S/2020/681 | دسترسی بشردوستانه به سوریه | چین · روسیه                             |
| ۷ ژوئیه ۲۰۲۰                  | S/2020/654               | S/2020/661 S/2020/657 | دسترسی بشردوستانه به سوریه | چین · روسیه                             |
| ۲۰ دسامبر ۲۰۱۹                | S/2019/961               | S/PV.8697             | دسترسی بشردوستانه به سوریه (از طریق مرزها با عراق و ترکیه) | چین · روسیه                             |
| ۱۹ سپتامبر ۲۰۱۹               | S/2019/756               | S/PV.8623             | وضعیت در خاورمیانه (در خصوص تهاجم به شمال غربی سوریه (آوریل-اوت ۲۰۱۹), بخشی از جنگ داخلی سوریه)                                                                | چین · روسیه                             |
| ۲۸ فوریه ۲۰۱۹                 | S/2019/186               | S/PV.8476             | وضعیت در جمهوری بولیواری ونزوئلا (در خصوص بحران ریاست‌جمهوری ونزوئلا ۲۰۱۹ و انتخابات ریاست‌جمهوری ونزوئلا (۲۰۱۸))                                                | چین · روسیه                             |
| ۱ ژوئن ۲۰۱۸                   | S/2018/516               | S/PV.8274             | وضعیت خاورمیانه از جمله منازعه فلسطین-اسرائیل (در خصوص اعتراضات ۲۰۱۹–۲۰۱۸ مرز غزه)                                                                             | ایالات متحده آمریکا                     |
| ۱۰ آوریل ۲۰۱۸                 | S/2018/321               | S/PV.8228             | وضعیت در خاور میانه (استفاده از سلاح‌های شیمیایی در جنگ داخلی سوریه)                                                                                            | روسیه                                   |
| ۲۶ فوریه ۲۰۱۸                 | S/2018/156               | S/PV.8190             | تحریم ها علیه یمن (جنگ داخلی یمن (۲۰۱۵–کنون)) | روسیه                                   |
| ۱۸ دسامبر ۲۰۱۷                | S/2017/1060              | S/PV.8139             | خاورمیانه از جمله مسئله فلسطین | ایالات متحده آمریکا                     |
| ۱۷ نوامبر ۲۰۱۷                | S/2017/970               | S/PV.8107             | خاورمیانه | روسیه                                   |
| ۱۶ نوامبر ۲۰۱۷                | S/2017/962               | S/PV.8105             | خاورمیانه | روسیه                                   |
| ۲۴ اکتبر ۲۰۱۷                 | S/2017/884               | S/PV.8073             | خاورمیانه | روسیه                                   |
| ۱۲ آوریل ۲۰۱۷                 | S/2017/315               | S/PV.7922             | خاورمیانه | روسیه                                   |
| ۲۸ فوریه ۲۰۱۷                 | S/2017/172               | S/PV.7893             | خاورمیانه | چین · روسیه                             |
| ۵ دسامبر ۲۰۱۶                 | S/2016/1026              | S/PV.7825             | خاورمیانه | چین · روسیه                             |
| ۸ اکتبر ۲۰۱۶                  | S/2016/846               | S/PV.7785             | خاورمیانه | روسیه                                   |
| ۲۹ ژوئیه ۲۰۱۵                 | S/2015/562               | S/PV.7498             | نامه مورخه ۲۸ فوریه ۲۰۱۴ از نمایندهٔ دائم اوکراین در سازمان ملل خطاب به رئیس شورای امنیت (S/2014/136). این نامه در رابطه با الحاق کریمه به فدراسیون روسیه است.  | روسیه                                   |
| ۸ ژوئیه ۲۰۱۵                  | S/2015/508               | S/PV.7481             | وضعیت در بوسنی و هرزگوین | روسیه                                   |
| ۲۲ مه ۲۰۱۴                    | S/2014/348               | S/PV.7180             | جنگ داخلی سوریه | چین · روسیه                             |
| ۱۵ مارس ۲۰۱۴                  | S/2014/189               | S/PV.7138             | Lنامه مورخه ۲۸ فوریه ۲۰۱۴ از نمایندهٔ دائم اوکراین در سازمان ملل خطاب به رئیس شورای امنیت (S/2014/136). این نامه در رابطه با الحاق کریمه به فدراسیون روسیه است. | روسیه                                   |
| ۱۹ ژوئیه ۲۰۱۲                 | S/2012/538               | S/PV.6810             | جنگ داخلی سوریه | چین · روسیه                             |
| ۴ فوریه ۲۰۱۲                  | S/2012/77                | S/PV.6711             | جنگ داخلی سوریه | چین · روسیه                             |
| ۴ اکتبر ۲۰۱۱                  | S/2011/612               | S/PV.6627             | جنگ داخلی سوریه | چین · روسیه                             |
| ۱۸ فوریه ۲۰۱۱                 | S/2011/24                | S/PV.6484             | وضعیت خاورمیانه، از جمله منازعه فلسطین-اسراییل | ایالات متحده آمریکا                     |
| ۱۵ ژوئن ۲۰۰۹                  | S/2009/310               | S/PV.6143             | گرجستان | روسیه                                   |
| ۱۱ ژوئیه ۲۰۰۸                 | S/2008/447               | S/PV.5933             | صلح و امنیت - آفریقا (زیمبابوه) | چین · روسیه                             |
| ۱۲ ژانویه ۲۰۰۷                | S/2007/14                | S/PV.5619             | میانمار | چین · روسیه                             |
| ۱۱ نوامبر ۲۰۰۶                | S/2006/878               | S/PV.5565             | وضعیت خاورمیانه، از جمله منازعه فلسطین-اسراییل | ایالات متحده آمریکا                     |
| ۱۳ ژوئیه ۲۰۰۶                 | S/2006/508               | S/PV.5418             | وضعیت خاورمیانه، از جمله منازعه فلسطین-اسراییل | ایالات متحده آمریکا                     |
| ۵ اکتبر ۲۰۰۴                  | S/2004/783               | S/PV.5051             | وضعیت خاورمیانه، از جمله منازعه فلسطین-اسراییل | ایالات متحده آمریکا                     |
| ۲۱ آوریل ۲۰۰۴                 | S/2004/313               | S/PV.4947             | قبرس | روسیه                                   |
| ۲۵ مارس ۲۰۰۴                  | S/2004/240               | S/PV.4934             | وضعیت خاورمیانه، از جمله منازعه فلسطین-اسراییل | ایالات متحده آمریکا                     |
| ۱۴ اکتبر ۲۰۰۳                 | S/2003/980               | S/PV.4842             | وضعیت خاورمیانه، از جمله منازعه فلسطین-اسراییل | ایالات متحده آمریکا                     |
| ۱۶ سپتامبر ۲۰۰۳               | S/2003/891               | S/PV.4828             | وضعیت خاورمیانه، از جمله منازعه فلسطین-اسراییل | ایالات متحده آمریکا                     |
| ۲۰ دسامبر ۲۰۰۲                | S/2002/1385              | S/PV.4681             | وضعیت خاورمیانه، از جمله منازعه فلسطین-اسراییل | ایالات متحده آمریکا                     |
| ۳۰ ژوئن ۲۰۰۲                  | S/2002/712               | S/PV.4563             | وضعیت در بوسنی و هرزگوین | ایالات متحده آمریکا                     |
| الگو:Dts/formd-۱۵ دسامبر ۲۰۰۱ | S/2001/1199              | S/PV.4438             | وضعیت خاورمیانه، از جمله منازعه فلسطین-اسراییل | ایالات متحده آمریکا                     |
| الگو:Dts/formd-۲۸ مارس ۲۰۰۱   | S/2001/270               | S/PV.4305             | وضعیت خاورمیانه، از جمله منازعه فلسطین-اسراییل | ایالات متحده آمریکا                     |
| ۲۵ فوریه ۱۹۹۹                 | S/1999/201               | S/PV.3982             | وضعیت در جمهوری سابقاً یوگسلاو مقدونیه | چین                                     |
| ۲۱ مارس ۱۹۹۷                  | S/1997/241               | S/PV.3756             | وضعیت در راضی اشغالی عرب | ایالات متحده آمریکا                     |
| ۷ مارس ۱۹۹۷                   | S/1997/199               | S/PV.3747             | وضعیت در اراضی اشغالی عرب | ایالات متحده آمریکا                     |
| ۱۰ ژانویه ۱۹۹۷                | S/1997/18                | S/PV.3730             | آمریکای مرکزی: تلاش‌ها در جهت صلح | چین                                     |
| ۱۷ مه ۱۹۹۵                    | S/1995/394               | S/PV.3538             | وضعیت در اراضی اشغالی عرب | ایالات متحده آمریکا                     |
| ۲ دسامبر ۱۹۹۴                 | S/1994/1358              | S/PV.3475             | وضعیت در جمهوری و بوسنی و هرزگوین | روسیه                                   |
| ۱۱ مه ۱۹۹۳                    | S/25693                  | S/PV.3211             | وضعیت در قبرس | روسیه                                   |
| ۳۱ مه ۱۹۹۰                    | S/21326                  | S/PV.2926             | وضعیت در اراضی اشغالی عرب | ایالات متحده آمریکا                     |
| ۱۷ ژانویه ۱۹۹۰                | S/21084                  | S/PV.2905             | نامه مورخه ۳ ژانویه ۱۹۹۰ نیکاراگوئه به شورای امنیت | ایالات متحده آمریکا                     |
| ۲۳ دسامبر ۱۹۸۹                | S/21048                  | S/PV.2902             | وضعیت در پاناما. مخصوصاً حمله ایالات متحده آمریکا به پاناما. | فرانسه · بریتانیا · ایالات متحده آمریکا |
| ۷ نوامبر ۱۹۸۹                 | S/20945/Rev.1            | S/PV.2889             | وضعیت در اراضی اشغالی عرب | ایالات متحده آمریکا                     |
| ۹ ژوئن ۱۹۸۹                   | S/20677                  | S/PV.2867             | وضعیت در اراضی اشغالی عرب | ایالات متحده آمریکا                     |
| ۱۷ فوریه ۱۹۸۹                 | S/20463                  | S/PV.2850             | وضعیت در اراضی اشغالی عرب | ایالات متحده آمریکا                     |
| ۱۱ ژانویه ۱۹۸۹                | S/20378                  | S/PV.2841             | نامه مورخه ۴ ژانویه ۱۹۸۹ از لیبی و بحرین به رئیس شورای امنیت                                                                                                   | فرانسه · بریتانیا · ایالات متحده آمریکا |
| ۱۴ دسامبر ۱۹۸۸                | S/20322                  | S/PV.2832             | وضعیت در خاورمیانه | ایالات متحده آمریکا                     |
| ۱۰ مه ۱۹۸۸                    | S/19868                  | S/PV.2814             | وضعیت در خاورمیانه | ایالات متحده آمریکا                     |
| ۱۵ آوریل ۱۹۸۸                 | S/19780                  | S/PV.2806             | وضعیت در اراضی اشغالی عرب | ایالات متحده آمریکا                     |
| ۸ مارس ۱۹۸۸                   | S/19585                  | S/PV.2797             | مسئله آفریقای جنوبی | بریتانیا · ایالات متحده آمریکا          |
| ۱ فوریه ۱۹۸۸                  | S/19466                  | S/PV.2790             | وضعیت در اراضی اشغالی عرب | ایالات متحده آمریکا                     |
| ۱۸ ژانویه ۱۹۸۸                | S/19434                  | S/PV.2784             | وضعیت در خاورمیانه | ایالات متحده آمریکا                     |
| ۹ آوریل ۱۹۸۷                  | S/18785                  | S/PV.2747             | وضعیت در نامیبیا | بریتانیا · ایالات متحده آمریکا          |
| ۲۰ فوریه ۱۹۸۷                 | S/18705                  | S/PV.2738             | مسئلهٔ آفریقای جنوبی | بریتانیا · ایالات متحده آمریکا          |
| ۲۸ اکتبر ۱۹۸۶                 | S/18428                  | S/PV.2718             | نامه مورخه ۱۷ اکتبر ۱۹۸۶ از نیکاراگوئه به رئیس شورای امنیت | ایالات متحده آمریکا                     |
| ۳۱ ژوئیه ۱۹۸۶                 | S/18250                  | S/PV.2704             | نامهٔ مورخهٔ ۲۲ ژوئیه ۱۹۸۶ از نیکاراگوئه به رئیس شورای امنیت | ایالات متحده آمریکا                     |
| ۱۸ ژوئن ۱۹۸۶                  | S/18163                  | S/PV.2693             | Complaint by Angola against South Africa | بریتانیا · ایالات متحده آمریکا          |
| ۲۳ مه ۱۹۸۶                    | S/18087/Rev.1            | S/PV.2686             | وضعیت در آفریقای جنوبی | بریتانیا · ایالات متحده آمریکا          |
| ۲۱ آوریل ۱۹۸۶                 | S/18016/Rev.1            | S/PV.2682             | نامه‌های مورخه ۱۵ آوریل ۱۹۸۶ از لبی، بورکینافاسو، سوریه و عمان به به رئیس شورای امنیت                                                                           | فرانسه · بریتانیا · ایالات متحده آمریکا |
| ۶ فوریه ۱۹۸۶                  | S/17796/Rev.1            | S/PV.2655             | نامهٔ مورخهٔ ۴ فوریه ۱۹۸۶ از سوریه به رئیس شورای امنیت | ایالات متحده آمریکا                     |
| ۳۰ ژانویه ۱۹۸۶                | S/17769/Rev.1            | S/PV.2650             | وضعیت در اراضی اشغالی عرب | ایالات متحده آمریکا                     |
| ۱۷ ژانویه ۱۹۸۶                | S/17730/Rev.2            | S/PV.2642             | وضعیت در خاورمیانه | ایالات متحده آمریکا                     |
| ۱۵ نوامبر ۱۹۸۵                | S/17633                  | S/PV.2629             | وضعیت در نامیبیا | بریتانیا · ایالات متحده آمریکا          |
| ۱۳ سپتامبر ۱۹۸۵               | S/17459                  | S/PV.2605             | وضعیت در اراضی اشغالی عرب | ایالات متحده آمریکا                     |
| ۱۲ مارس ۱۹۸۵                  | S/17000                  | S/PV.2573             | وضعیت در خاورمیانه | ایالات متحده آمریکا                     |
| ۶ سپتامبر ۱۹۸۴                | S/16732                  | S/PV.2556             | وضعیت در خاورمیانه | ایالات متحده آمریکا                     |
| ۴ آوریل ۱۹۸۴                  | S/16463                  | S/PV.2529             | نامهٔ مورخهٔ ۲۹ مارس ۱۹۸۴ از نیکاراگوئه به رئیس شورای امنیت | ایالات متحده آمریکا                     |
| ۲۹ فوریه ۱۹۸۴                 | S/16351/Rev.2            | S/PV.2519             | وضعیت در خاورمیانه | اتحاد جماهیر شوروی                      |
| الگو:Dts/formd-۲۸ اکتبر ۱۹۸۳  | S/16077/Rev.1            | S/PV.2491             | وضعیت در گرنادا | ایالات متحده آمریکا                     |
| ۱۲ سپتامبر ۱۹۸۳               | S/15966/Rev.1            | S/PV.2476             | نامه‌های مورخه ۱ سپتامبر ۱۹۸۳از آمریکا، جمهوری کره، کانادا و ژاپن به رئیس شورای امنیت و نامهٔ مورخهٔ ۲ سپتامبر ۱۹۸۳ از استرالیا به رئیس شورای امنیت               | اتحاد جماهیر شوروی                      |
| ۲ اوت ۱۹۸۳                    | S/15895                  | S/PV.2461             | وضعیت در اراضی اشغالی عرب | ایالات متحده آمریکا                     |
| ۶ اوت ۱۹۸۲                    | S/15347/Rev.1            | S/PV.2391             | وضعیت در خاورمیانه | ایالات متحده آمریکا                     |
| ۲۶ ژوئن ۱۹۸۲                  | S/15255/Rev.2            | S/PV.2381             | وضعیت در خاورمیانه | ایالات متحده آمریکا                     |
| ۸ ژوئن ۱۹۸۲                   | S/15185                  | S/PV.2377             | وضعیت در خاورمیانه | ایالات متحده آمریکا                     |
| ۴ ژوئن ۱۹۸۲                   | S/15156/Rev.2            | S/PV.2373             | مسئله وضعیت در منطقه جزایر فالکلند (مالویناس) | بریتانیا · ایالات متحده آمریکا          |
| ۲۰ آوریل ۱۹۸۲                 | S/14985                  | S/PV.2357             | وضعیت در اراضی اشغالی عرب | ایالات متحده آمریکا                     |
| ۲ آوریل ۱۹۸۲                  | S/14943                  | S/PV.2348             | وضعیت در اراضی اشغالی عرب | ایالات متحده آمریکا                     |
| ۲ آوریل ۱۹۸۲                  | S/14941                  | S/PV.2347             | نامهٔ مورخهٔ ۱۹ مارس ۱۹۸۲ از نیکاراگوئه به دبیرکل | ایالات متحده آمریکا                     |
| ۲۰ ژانویه ۱۹۸۲                | S/14832/Rev.1            | S/PV.2329             | وضعیت در اراضی اشغالی عرب | ایالات متحده آمریکا                     |
| ۳۱ اوت ۱۹۸۱                   | S/14664/Rev.2            | S/PV.2300             | شکایت از آنگولا علیه آفریقای جنوبی | ایالات متحده آمریکا                     |
| ۳۰ آوریل ۱۹۸۱                 | S/14462                  | S/PV.2277             | وضعیت در نامیبیا | فرانسه · بریتانیا · ایالات متحده آمریکا |
| ۳۰ آوریل ۱۹۸۱                 | S/14461                  | S/PV.2277             | وضعیت در نامیبیا | فرانسه · بریتانیا · ایالات متحده آمریکا |
| ۳۰ آوریل ۱۹۸۱                 | S/14460/Rev.1            | S/PV.2277             | وضعیت در نامیبیا | فرانسه · بریتانیا · ایالات متحده آمریکا |
| ۳۰ آوریل ۱۹۸۱                 | S/14459                  | S/PV.2277             | وضعیت در نامیبیا | فرانسه · بریتانیا · ایالات متحده آمریکا |
| ۳۰ آوریل ۱۹۸۰                 | S/13911                  | S/PV.2220             | مسئله اعمال حقوق تخطی ناپذیر مردم فلسطین | ایالات متحده آمریکا                     |
| الگو:Dts/formd-۱۳ ژانویه ۱۹۸۰ | S/13735                  | S/PV.2191             | نامه‌های مورخه ۲۲ دسامبر ۱۹۷۹ از آمریکا به رئیس شورای امنیت مسئله گروگانگیری ایران و آمریکا                                                                     | اتحاد جماهیر شوروی                      |
| الگو:Dts/formd-۹ ژانویه ۱۹۸۰  | S/13729                  | S/PV.2190             | نامهٔ مورخهٔ ۳ ژانویه ۱۹۸۰ از ۵۲ کشور به رئیس شورای امنیت | اتحاد جماهیر شوروی                      |
| ۱۶ مارس ۱۹۷۹                  | S/13162                  | S/PV.2129             | وضعیت در جنوب شرق آسیا و اثرات آن بر صلح و امنیت چین و مناقشه مرزی ویتنام                                                                                      | اتحاد جماهیر شوروی                      |
| ۱۵ ژانویه ۱۹۷۹                | S/13027                  | S/PV.2112             | تگرام مورخه ۳ ژانویه ۱۹۷۹ از کمپوچیای دمکراتیک به رئیس شورای امنیت                                                                                             | اتحاد جماهیر شوروی                      |
| ۳۱ اکتبر ۱۹۷۷                 | S/12312/Rev.1            | S/PV.2045             | مسئلهٔ آفریقای جنوبی | فرانسه · بریتانیا · ایالات متحده آمریکا |
| ۳۱ اکتبر ۱۹۷۷                 | S/12311/Rev.1            | S/PV.2045             | مسئلهٔ آفریقای جنوبی | فرانسه · بریتانیا · ایالات متحده آمریکا |
| ۳۱ اکتبر ۱۹۷۷                 | S/12310/Rev.1            | S/PV.2045             | مسئلهٔ آفریقای جنوبی | فرانسه · بریتانیا · ایالات متحده آمریکا |
| ۱۵ نوامبر ۱۹۷۶                | S/12226                  | S/PV.1972             | پذیرش اعضای جدید ویتنام | ایالات متحده آمریکا                     |
| ۱۹ اکتبر ۱۹۷۶                 | S/12211                  | S/PV.1963             | وضعیت در نامیبیا | فرانسه · بریتانیا · ایالات متحده آمریکا |
| ۲۹ ژوئن ۱۹۷۶                  | S/12119                  | S/PV.1938             | مسئله اعمال حقوق تخطی ناپذیر مردم فلسطین | ایالات متحده آمریکا                     |
| ۲۳ ژوئن ۱۹۷۶                  | S/12110                  | S/PV.1932             | پذیرش اعضای جدید آنگولا | ایالات متحده آمریکا                     |
| ۲۵ مارس ۱۹۷۶                  | S/12022                  | S/PV.1899             | تقاضای لیبی و پاکستان در خصوص وضعیت در مناطق اشغالی | ایالات متحده آمریکا                     |
| ۶ فوریه ۱۹۷۶                  | S/11967                  | S/PV.1888             | وضعیت در کومور. مخصوصاً حاکمیت فرانسه بر جزیره مایوت، و مداخله اش در رفراندوم استقلال کومور                                                                     | فرانسه                                  |
| ۲۶ ژانویه ۱۹۷۶                | S/11940                  | S/PV.1879             | مشکل خاورمیانه منجمله منازعه فلسطین-اسراییل | ایالات متحده آمریکا                     |
| ۸ دسامبر ۱۹۷۵                 | S/11898                  | S/PV.1862             | وضعیت در خاورمیانه | ایالات متحده آمریکا                     |
| ۳۰ سپتامبر ۱۹۷۵               | S/11833                  | S/PV.1846             | پذیرش اعضای جدید جمهوری دمکراتیک ویتنام | ایالات متحده آمریکا                     |
| ۳۰ سپتامبر ۱۹۷۵               | S/11832                  | S/PV.1846             | پذیرش اعضای جدید جمهوری ویتنام جنوبی | ایالات متحده آمریکا                     |
| ۱۱ اوت ۱۹۷۵                   | S/11796                  | S/PV.1836             | پذیرش اعضای جدید جمهوری دمکراتیک ویتنام | ایالات متحده آمریکا                     |
| ۱۱ اوت ۱۹۷۵                   | S/11795                  | S/PV.1836             | پذیرش اعضای جدید جمهوری ویتنام جنوبی | ایالات متحده آمریکا                     |
| ۶ ژوئن ۱۹۷۵                   | S/11713                  | S/PV.1829             | وضعیت در نامیبیا | فرانسه · بریتانیا · ایالات متحده آمریکا |
| ۳۰ اکتبر ۱۹۷۴                 | S/11543                  | S/PV.1808             | روابط سازمان ملل با آفریقای جنوبی | فرانسه · بریتانیا · ایالات متحده آمریکا |
| ۳۱ ژوئیه ۱۹۷۴                 | as amended S/11400       | S/PV.1788             | وضعیت در قبرس | اتحاد جماهیر شوروی                      |
| ۲۶ ژوئیه ۱۹۷۳                 | S/10974                  | S/PV.1735             | وضعیت در خاورمیانه | ایالات متحده آمریکا                     |
| ۲۲ مه ۱۹۷۳                    | S/10928                  | S/PV.1716             | مسئله در خصوص وضعیت در رودزیای جنوبی | بریتانیا · ایالات متحده آمریکا          |
| ۲۱ مارس ۱۹۷۳                  | S/10931/Rev.1            | S/PV.1704             | صلح و امنیت در آمریکای لاتین | ایالات متحده آمریکا                     |
| ۲۹ سپتامبر ۱۹۷۲               | as amended S/10805/Rev.1 | S/PV.1666             | مسئله وضعیت در رودزیای جنوبی | بریتانیا                                |
| ۱۰ سپتامبر ۱۹۷۲               | S/10784                  | S/PV.1662             | وضعیت در خاورمیانه | ایالات متحده آمریکا                     |
| ۲۵ اوت ۱۹۷۲                   | S/10771                  | S/PV.1660             | عضویت اعضای جدید بنگلادش | چین                                     |
| ۴ فوریه ۱۹۷۲                  | S/10606                  | S/PV.1639             | وضعیت در رودزیای جنوبی | بریتانیا                                |
| ۳۰ دسامبر ۱۹۷۱                | S/10489                  | S/PV.1623             | مسئله وضعیت در رودزیای جنوبی | بریتانیا                                |
| ۱۳ دسامبر ۱۹۷۱                | S/10446/Rev.1            | S/PV.1613             | نامهٔ مورخهٔ ۱۹۷۱ از آمریکا به رئیس شورای امنیت در خصوص هند و پاکستان                                                                                            | اتحاد جماهیر شوروی                      |
| ۵ دسامبر ۱۹۷۱                 | S/10423                  | S/PV.1607             | نامه در خصوص هند و پاکستان | اتحاد جماهیر شوروی                      |
| ۴ دسامبر ۱۹۷۱                 | S/10416                  | S/PV.1606             | نامه در خصوص هند و پاکستان | اتحاد جماهیر شوروی                      |
| ۱۰ نوامبر ۱۹۷۰                | S/9976                   | S/PV.1556             | مسئله وضعیت در رودزیای جنوبی | بریتانیا                                |
| ۱۷ مارس ۱۹۷۰                  | S/9696                   | S/PV.1534             | مسئله وضعیت در رودزیای جنوبی | بریتانیا · ایالات متحده آمریکا          |
| ۲۲ اوت ۱۹۶۸                   | S/8761                   | S/PV.1443             | نامه در خصوص چکسلواکی | اتحاد جماهیر شوروی                      |
| ۴ نوامبر ۱۹۶۶                 | S/7575/Rev.1             | S/PV.1319             | مسئله فلسطین | اتحاد جماهیر شوروی                      |
| ۲۱ دسامبر ۱۹۶۴                | as amended S/6113        | S/PV.1182             | مسئله فلسطین | اتحاد جماهیر شوروی                      |
| ۱۷ سپتامبر ۱۹۶۴               | S/5973                   | S/PV.1152             | نامهٔ مورخهٔ ۳ سپتامبر ۱۹۶۴ از مالزی به رئیس شورای امنیت | اتحاد جماهیر شوروی                      |
| ۱۳ سپتامبر ۱۹۶۳               | S/5425/Rev.1             | S/PV.1069             | وضعیت در رودزیای جنوبی | بریتانیا                                |
| ۳ سپتامبر ۱۹۶۳                | S/5407                   | S/PV.1063             | مسئله فلسطین | اتحاد جماهیر شوروی                      |
| ۲۲ ژوئن ۱۹۶۲                  | S/5134                   | S/PV.1016             | مسئله هند و پاکستان | اتحاد جماهیر شوروی                      |
| ۱۸ دسامبر ۱۹۶۱                | S/5033                   | S/PV.988              | نامهٔ مورخهٔ ۱۸ دسامبر ۱۹۶۱ از پرتغال به رئیس شورای امنیت در خصوص گوآ                                                                                            | اتحاد جماهیر شوروی                      |
| ۳۰ نوامبر ۱۹۶۱                | S/5006                   | S/PV.985              | تقاضای عضویت کویت | اتحاد جماهیر شوروی                      |
| ۷ ژوئیه ۱۹۶۱                  | S/4855                   | S/PV.960              | شکایت کویت از عراق به خاطر نقض تمامیت ارضی | اتحاد جماهیر شوروی                      |
| ۱۳ دسامبر ۱۹۶۰                | S/4578/Rev.1             | S/PV.920              | نامهٔ مورخهٔ ۱۳ ژوئیه ۱۹۶۰ از دبیرکل به رئیس شورای امنیت وضعیت در کنگو                                                                                           | اتحاد جماهیر شوروی                      |
| الگو:Dts/formd-۴ دسامبر ۱۹۶۰  | S/4567/Rev.1             | S/PV.911              | عضویت موریتانی | اتحاد جماهیر شوروی                      |
| ۱۷ سپتامبر ۱۹۶۰               | S/4523                   | S/PV.906              | نامهٔ مورخهٔ 13 July 1960 from the Secretary-Generalبه رئیس شورای امنیت concerning وضعیت در کنگو                                                                 | اتحاد جماهیر شوروی                      |
| ۲۶ ژوئیه ۱۹۶۰                 | S/4409/Rev.1             | S/PV.883              | تلگرام شوروی به شورا | اتحاد جماهیر شوروی                      |
| ۲۶ ژوئیه ۱۹۶۰                 | S/4411                   | S/PV.843              | تلگرام شوروی به دبیرکل | اتحاد جماهیر شوروی                      |
| ۹ دسامبر ۱۹۵۸                 | S/4130/Rev.1             | S/PV.843              | عضویت ویتنام | اتحاد جماهیر شوروی                      |
| ۹ دسامبر ۱۹۵۸                 | S/4129/Rev.1             | S/PV.843              | عضویت جمهوری کره | اتحاد جماهیر شوروی                      |
| ۲۲ ژوئیه ۱۹۵۸                 | S/4055/Rev.1             | S/PV.837              | نامهٔ مورخهٔ ۲۲ مه ۱۹۵۸ از لبنان و نامهٔ مورخهٔ ۱۷ ژوئیه ۱۹۵۸ از اردن به رئیس شورای امنیت در خصوص مداخله در امور داخلیشان از سوی جمهوری متحد عربی                  | اتحاد جماهیر شوروی                      |
| ۱۸ ژوئیه ۱۹۵۸                 | S/4050/Rev.1             | S/PV.834              | نامهٔ مورخهٔ 22 May 1958 from Lebanon and نامهٔ مورخهٔ 17 July 1958 from Jordanبه رئیس شورای امنیت در خصوص مداخله در امور داخلیشان از سوی جمهوری متحد عربی         | اتحاد جماهیر شوروی                      |
| ۲ مه ۱۹۵۸                     | S/3995                   | S/PV.817              | | اتحاد جماهیر شوروی                      |
| ۹ سپتامبر ۱۹۵۷                | S/3885                   | S/PV.790              | عضویت ویتنام | اتحاد جماهیر شوروی                      |
| ۹ سپتامبر ۱۹۵۷                | S/3884                   | S/PV.790              | عضویت کره | اتحاد جماهیر شوروی                      |
| ۲۰ فوریه ۱۹۵۷                 | S/3787                   | S/PV.773              | مسئله هند و پاکستان | اتحاد جماهیر شوروی                      |
| ۴ نوامبر ۱۹۵۶                 | S/3730/Rev.1             | S/PV.754              | نامهٔ مورخهٔ ۲۷ اکتبر ۱۹۵۶ آمریکا و فرانسه و بریتانیا به رئیس شورای امنیت در خصوص وضعیت در مجارستان                                                              | اتحاد جماهیر شوروی                      |
| ۳۰ اکتبر ۱۹۵۶                 | S/3713/Rev.1             | S/PV.750              | نامهٔ مورخهٔ 29 October 1956 from the USAبه رئیس شورای امنیت در خصوص مسئله فلسطین                                                                                | فرانسه · بریتانیا                       |
| ۳۰ اکتبر ۱۹۵۶                 | S/3710                   | S/PV.749              | نامهٔ مورخهٔ 29 October 1956 from the USAبه رئیس شورای امنیت در خصوص مسئله فلسطین                                                                                | فرانسه · بریتانیا                       |
| ۱۵ دسامبر ۱۹۵۵                | S/3510                   | S/PV.706              | عضویت ژاپن | اتحاد جماهیر شوروی                      |
| ۲۰ ژوئن ۱۹۵۴                  | S/3236/Rev.1             | S/PV.675              | کابلاگرام مورخه 19 June 1954از گواتمالا به رئیس شورای امنیت | اتحاد جماهیر شوروی                      |
| ۱۸ ژوئن ۱۹۵۴                  | S/3229                   | S/PV.674              | نامهٔ مورخهٔ 29 May 1954 from تایلند رئیس شورای امنیت | اتحاد جماهیر شوروی                      |
| ۲۹ مارس ۱۹۵۴                  | S/3188/Corr.1            | S/PV.664              | مسئله فلسطین | اتحاد جماهیر شوروی                      |
| ۲۲ ژانویه ۱۹۵۴                | S/3151/Rev.2             | S/PV.656              | مسئله فلسطین | اتحاد جماهیر شوروی                      |
| ۱۹ سپتامبر ۱۹۵۲               | S/2760                   | S/PV.603              | عضویت کامبوج | اتحاد جماهیر شوروی                      |
| ۱۹ سپتامبر ۱۹۵۲               | S/2759                   | S/PV.603              | عضویت لائوس | اتحاد جماهیر شوروی                      |
| ۱۹ سپتامبر ۱۹۵۲               | S/2758                   | S/PV.603              | عضویت ویتنام | اتحاد جماهیر شوروی                      |
| ۱۸ سپتامبر ۱۹۵۲               | S/2754                   | S/PV.602              | عضوت ژاپن | اتحاد جماهیر شوروی                      |
| ۱۶ سپتامبر ۱۹۵۲               | S/2483                   | S/PV.600              | عضویت لیبی | اتحاد جماهیر شوروی                      |
| ۹ ژوئیه ۱۹۵۲                  | S/2688                   | S/PV.590              | اتهام جنگ‌افزار میکروبی | اتحاد جماهیر شوروی                      |
| ۳ ژوئیه ۱۹۵۲                  | S/2671                   | S/PV.587              | اتهام جنگ‌افزار میکروبی | اتحاد جماهیر شوروی                      |
| ۶ فوریه ۱۹۵۲                  | S/2443                   | S/PV.573              | عضویت ایتالیا | اتحاد جماهیر شوروی                      |
| ۳۰ نوامبر ۱۹۵۰                | S/1894                   | S/PV.530              | اشغال فرمز | اتحاد جماهیر شوروی                      |
| ۱۲ سپتامبر ۱۹۵۰               | S/1752                   | S/PV.501              | شکایت بمباران از سوی چین | اتحاد جماهیر شوروی                      |
| ۶ سپتامبر ۱۹۵۰                | S/1653                   | S/PV.496              | تجاوز جمهوری کره | اتحاد جماهیر شوروی                      |
| ۱۸ اکتبر ۱۹۴۹                 | S/1408/Rev.1             | S/PV.452              | کاستن از جنگ‌افزارها | اتحاد جماهیر شوروی                      |
| ۱۸ اکتبر ۱۹۴۹                 | S/1399/Rev.1             | S/PV.452              | کاستن از جنگ‌افزارها | اتحاد جماهیر شوروی                      |
| ۱۱ اکتبر ۱۹۴۹                 | S/1398                   | S/PV.450              | کاستن از جنگ‌افزارها | اتحاد جماهیر شوروی                      |
| ۱۳ سپتامبر ۱۹۴۹               | S/1337                   | S/PV.443              | عضویت سیلان | اتحاد جماهیر شوروی                      |
| ۱۳ سپتامبر ۱۹۴۹               | S/1336                   | S/PV.443              | عضویت اتریش | اتحاد جماهیر شوروی                      |
| ۱۳ سپتامبر ۱۹۴۹               | S/1335                   | S/PV.443              | عضویت ایرلند | اتحاد جماهیر شوروی                      |
| ۱۳ سپتامبر ۱۹۴۹               | S/1334                   | S/PV.443              | عضویت فنلاند | اتحاد جماهیر شوروی                      |
| ۱۳ سپتامبر ۱۹۴۹               | S/1333                   | S/PV.443              | عضویت ایتالیا | اتحاد جماهیر شوروی                      |
| ۱۳ سپتامبر ۱۹۴۹               | S/1332                   | S/PV.443              | عضویت فرااردن | اتحاد جماهیر شوروی                      |
| ۱۳ سپتامبر ۱۹۴۹               | S/1331                   | S/PV.443              | عضویت پرتغال | اتحاد جماهیر شوروی                      |
| ۷ سپتامبر ۱۹۴۹                | S/1385                   | S/PV.439              | عضویت نپال | اتحاد جماهیر شوروی                      |
| ۸ آوریل ۱۹۴۹                  | S/1305                   | S/PV.423              | عضویت کره | اتحاد جماهیر شوروی                      |
| ۱۵ دسامبر ۱۹۴۸                | S/PV.384                 | S/PV.384              | عضویت سیلان | اتحاد جماهیر شوروی                      |
| ۲۵ اکتبر ۱۹۴۸                 | S/1048                   | S/PV.372              | محاصره برلین | اتحاد جماهیر شوروی                      |
| ۱۸ اوت ۱۹۴۸                   | S/PV.351                 | S/PV.351              | عضویت سیلان | اتحاد جماهیر شوروی                      |
| ۲۲ ژوئن ۱۹۴۸                  | S/836                    | S/PV.325              | | اتحاد جماهیر شوروی                      |
| ۲۴ مه ۱۹۴۸                    | S/PV.3038                | S/PV.303              | چکسلواکی | اتحاد جماهیر شوروی                      |
| ۲۴ مه ۱۹۴۸                    | S/PV.303                 | S/PV.303              | چکسلواکی | اتحاد جماهیر شوروی                      |
| ۱۰ آوریل ۱۹۴۸                 | S/PV.279                 | S/PV.279              | عضویت ایتالیا | اتحاد جماهیر شوروی                      |
| ۱ اکتبر ۱۹۴۷                  | S/PV.206                 | S/PV.206              | عضویت ایتالیا | اتحاد جماهیر شوروی                      |
| ۱ اکتبر ۱۹۴۷                  | S/PV.206                 | S/PV.206              | عضویت فنلاند | اتحاد جماهیر شوروی                      |
| ۱۵ سپتامبر ۱۹۴۷               | S/552                    | S/PV.202              | مسئله یونان | اتحاد جماهیر شوروی                      |
| ۱۵ سپتامبر ۱۹۴۷               | S/552                    | S/PV.202              | The Greek question concerning وضعیت در شمال یونان | اتحاد جماهیر شوروی                      |
| ۲۱ اوت ۱۹۴۷                   | S/PV.190                 | S/PV.190              | عضویت اتریش | اتحاد جماهیر شوروی                      |
| ۲۱ اوت ۱۹۴۷                   | S/PV.190                 | S/PV.190              | عضویت ایتالیا | اتحاد جماهیر شوروی                      |
| ۱۹ اوت ۱۹۴۷                   | S/486                    | S/PV.188              | یونان | اتحاد جماهیر شوروی                      |
| ۱۹ اوت ۱۹۴۷                   | S/471                    | S/PV.188              | یونان | اتحاد جماهیر شوروی                      |
| ۱۸ اوت ۱۹۴۷                   | S/PV.186                 | S/PV.186              | عضویت پرتغال | اتحاد جماهیر شوروی                      |
| ۱۸ اوت ۱۹۴۷                   | S/PV.186                 | S/PV.186              | عضویت ایرلند | اتحاد جماهیر شوروی                      |
| ۱۸ اوت ۱۹۴۷                   | S/PV.186                 | S/PV.186              | عضویت فرااردن | اتحاد جماهیر شوروی                      |
| ۲۹ ژوئیه ۱۹۴۷                 | S/PV.170                 | S/PV.170              | یونان | اتحاد جماهیر شوروی                      |
| ۲۵ مارس ۱۹۴۷                  | S/PV.122                 | S/PV.122              | | اتحاد جماهیر شوروی                      |
| ۲۰ سپتامبر ۱۹۴۶               | S/PV.70                  | S/PV.70               | آلبانی. | اتحاد جماهیر شوروی                      |
| ۲۹ اوت ۱۹۴۶                   | S/PV.57                  | S/PV.57               | عضویت پرتغال | اتحاد جماهیر شوروی                      |
| ۲۹ اوت ۱۹۴۶                   | S/PV.57                  | S/PV.57               | عضویت ایرلند | اتحاد جماهیر شوروی                      |
| ۲۹ اوت ۱۹۴۶                   | S/PV.57                  | S/PV.57               | عضویت اردن | اتحاد جماهیر شوروی                      |
| ۲۶ ژوئن ۱۹۴۶                  | S/PV.49                  | S/PV.49               | مسئله اسپانیا | اتحاد جماهیر شوروی                      |
| ۲۶ ژوئن ۱۹۴۶                  | S/PV.49                  | S/PV.49               | مسئله اسپانیا | اتحاد جماهیر شوروی                      |
| ۲۶ ژوئن ۱۹۴۶                  | S/PV.49                  | S/PV.49               | مسئله اسپانیا | اتحاد جماهیر شوروی                      |
| ۱۸ ژوئن ۱۹۴۶                  | S/PV.45                  | S/PV.47               | مسئله اسپانیا | اتحاد جماهیر شوروی                      |
| ۱۶ فوریه ۱۹۴۶                 | S/PV.23                  | S/PV.23               | لبنان و سوریه | اتحاد جماهیر شوروی                      |